# Tarocco siciliano
Il Tarocco Siciliano o Trunfu è un antico gioco di carte intelligente di prese a punti. È uno dei mazzi e relativi giochi, eredi della tradizione del gioco dei Trionfi, inventato in Italia all'inizio del XV sec., e nulla ha a che vedere con le spurie attribuzioni esoteriche ed occultistiche inventate in Francia alla fine del XVIII sec. o con l'uso cartomantico odierno.
È praticato con un mazzo di Tarocchi specifico, ridotto fin dalla metà del XVIII sec. da 78 a 63 carte, che lo accomuna all'altro gioco di tarocchi oggi ancora diffuso in Italia, il Tarocchino Bolognese. Nella sua forma originaria il mazzo arrivato in Sicilia e le regole di partenza sulla base del quale fu creata questa variante locale era quello dei Gallerini, il nome dato in Sicilia alle Minchiate Fiorentine.
Il mazzo comprende 41 carte numerali e figure di Coppe, Spade, Bastoni (o Mazze) e Oro (o Denari) di seme 'portoghese', una variante del seme spagnolo oggi estinta altrove in Europa,  più il quinto seme di 21 Trionfi (briscole o numeri) e una carta speciale il Fuggitivo (U Fujutu) corrispondente al Matto degli altri mazzi. L'iconografia delle carte è in alcuni casi differente e peculiare rispetto agli altri mazzi di tarocchi.
Oggi il mazzo è prodotto commercialmente solo dalla Modiano di Trieste e in una nuova edizione denominata Nuovo Tarocco Siciliano  che integra per la prima volta l'iconografia perfettamente ispirata alla tradizione delle nuove illustrazioni di Lelio Bonaccorso con una giocabilità da standard internazionale grazie al formato 'Bridge' ed agli indici; questa nuova versione è pubblicata dall'Associazione Culturale Gioco Tarocchi Siciliani - Michael Dummett ente no-profit che promuove dal 2014 la tutela e conservazione del gioco.
Dal 2014 è l'unico gioco di carte Iscritto quale patrimonio immateriale tra le pratiche espressive ed orali nel Registro Eredità Immateriali della Sicilia ai fini UNESCO.

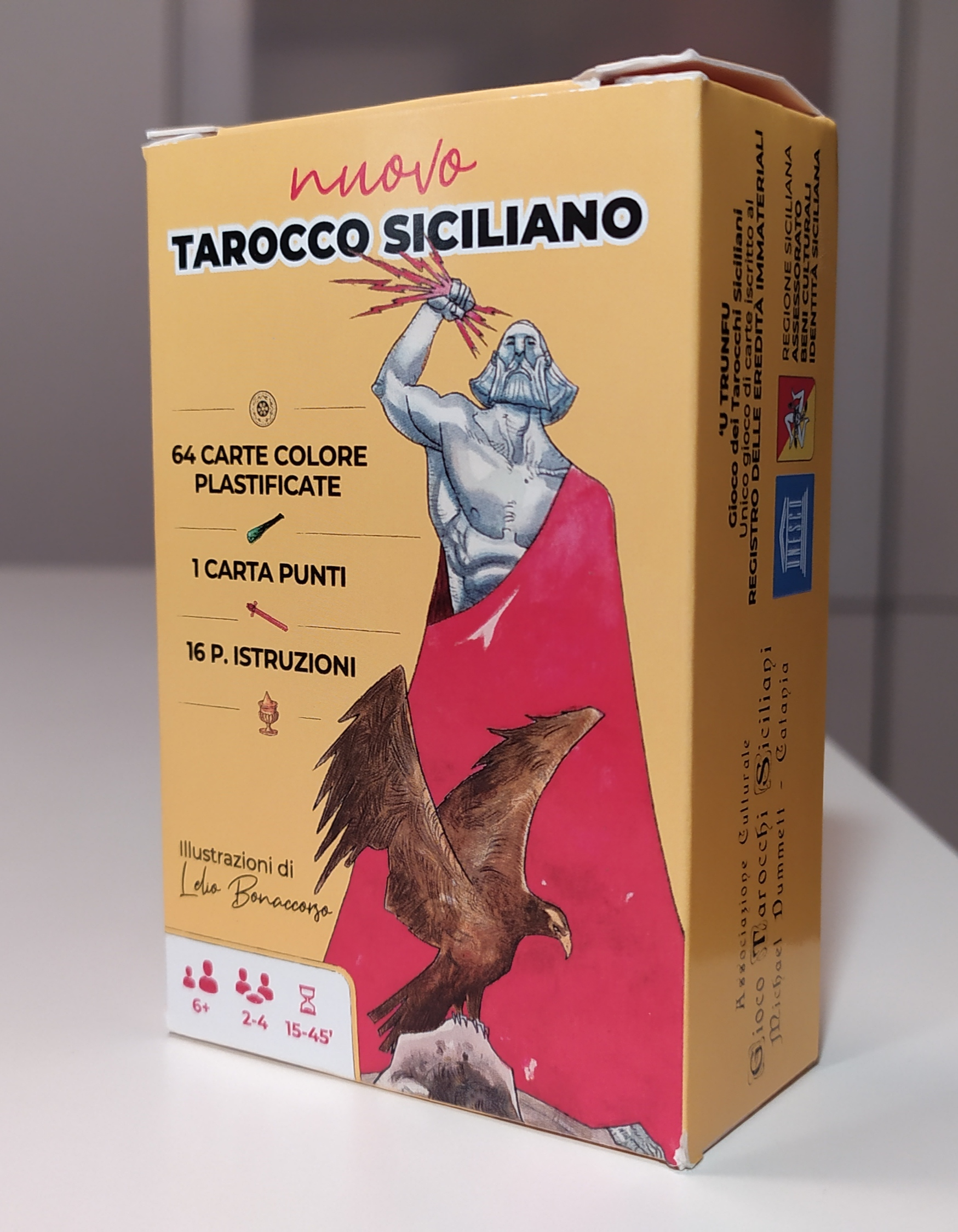
Il mazzo del Nuovo Tarocco Siciliano di Lelio Bonaccorso

Giunto in Sicilia probabilmente nell'arco del XVI sec., e già stampato a Palermo almeno dagli inizi del XVII sec. è stato giocato in tutta la Sicilia, principalmente nei circoli di conversazione di molti paesi ancora per tutto il XIX sec. e per metà del XX sec.. Oggi è ancora conosciuto e praticato principalmente in quattro paesi originari come tradizione locale:
- Mineo (provincia di Catania)
- Tortorici (provincia di Messina)
- Barcellona Pozzo di Gotto (provincia di Messina)
- Calatafimi (provincia di Trapani)
e a Catania, sotto la spinta conservativa e divulgativa dell'A. C. Gioco Tarocchi Siciliani - Michael Dummett che organizza mostre, corsi ed eventi agonistici (tornei e campionati).
A Ragusa è stato praticato fino agli anni '70 del 1900 nel Circolo di Conversazione di Ragusa Ibla in un'ulteriore variante.

## Storia
Il Marchese di Villabianca, a cui si deve la gran parte delle notizie storiche riguardanti i Tarocchi Siciliani, nel suo testo De giuochi volgari, afferma: "il giuoco de Tarocchi fu portato in Sicilia dal fu Vicerè Francesco Gaetani duca di Sermoneta, che fiorì nel 1662", assumendo inizialmente il nome di "Gallerini". Il gioco era già praticato, da circa due secoli, nel Nord Italia, in particolare a Ferrara, Milano, Firenze e Bologna.